# Σ-Stetigkeit
Die σ-Stetigkeit ist in der Mathematik eine Eigenschaft von Mengenfunktionen, also Funktionen, die nicht Punkte, sondern Mengen als Argument („Input“) nehmen. Man unterscheidet in σ-Stetigkeit von unten (oder kurz Stetigkeit von unten), σ-Stetigkeit von oben (oder kurz Stetigkeit von oben) und {\displaystyle \emptyset }-Stetigkeit. Diese Arten von Stetigkeit spielen eine Rolle in der Stochastik und Maßtheorie, wo sie zu den elementaren Eigenschaften von Wahrscheinlichkeitsmaßen und Maßen gehören.

## Definition
Gegeben sei ein Mengenring {\displaystyle {\mathcal {M}}} auf dem ein Inhalt {\displaystyle \mu :{\mathcal {M}}\to [0,\infty ]} erklärt ist.
Die Mengenfunktion {\displaystyle \mu } heißt dann
- σ-stetig von unten in {\displaystyle A}, wenn für jede monoton wachsende Mengenfolge {\displaystyle A_{n}\uparrow A} aus {\displaystyle {\mathcal {M}}} immer {\displaystyle \lim _{n\to \infty }\mu (A_{n})=\mu (A)} ist.
- σ-stetig von oben in {\displaystyle A}, wenn für jede monoton fallende Mengenfolge {\displaystyle A_{n}\downarrow A} aus {\displaystyle {\mathcal {M}}} mit {\displaystyle \mu (A_{n})<\infty } für alle {\displaystyle n\in \mathbb {N} } immer {\displaystyle \lim _{n\to \infty }\mu (A_{n})=\mu (A)} ist.

Sie heißt nun
- σ-stetig von unten, wenn sie σ-stetig von unten für alle {\displaystyle A\in {\mathcal {M}}} ist.
- σ-stetig von oben, wenn sie σ-stetig von oben für alle {\displaystyle A\in {\mathcal {M}}} ist.
- {\displaystyle \emptyset }-stetig, wenn sie stetig von oben in der leeren Menge {\displaystyle \emptyset } ist.

Die Definitionen übertragen sich identisch auf den spezielleren Standardfall eines Maßes auf einer σ-Algebra.

## Bemerkung
Im Falle von endlichen Mengenfunktionen wie Wahrscheinlichkeitsmaßen und endlichen Maßen kann bei der Definition der σ-Stetigkeit von oben auf das Endlichkeitskriterium verzichtet werden, da immer {\displaystyle \mu (X)<\infty } ist. Im allgemeinen Fall ist dies jedoch nicht möglich. Betrachtet man beispielsweise die Mengenfunktion
{\displaystyle \mu :{\mathcal {P}}(\mathbb {N} )\to [0,\infty ]}
definiert durch
{\displaystyle \mu (A):=\#A},
das sogenannte Zählmaß ({\displaystyle \#A} bezeichnet hier die Menge der Elemente in der Menge {\displaystyle A}), so ist die Mengenfolge
{\displaystyle A_{n}:=\{n,n+1,n+2,\dots \}}
fallend gegen die leere Menge, aber es ist
{\displaystyle 0=\mu (\emptyset )\neq \lim _{n\to \infty }\mu (A_{n})=\infty }.

## Verwendung
Die Stetigkeit einer Mengenfunktion ist ein wichtiges Hilfsmittel bei vielen Beweisen, da sie es ermöglicht, von der Annäherung der Mengen auf die Annäherung der Funktionswerte zu schließen. Außerdem lassen sich mit ihr äquivalente Charakterisierungen der σ-Additivität von Inhalten angeben und damit Kriterien, unter denen diese Prämaße sind und somit zu Maßen fortgesetzt werden können.